# Pruggern
Pruggern est une ancienne commune autrichienne du district de Liezen en Styrie.